# Родопи (ном)
Родо́пи, Родо́пы (греч. Ροδόπη, Νομός Ροδόπης, Номос Родопис; тур. Rodop; болг. Родопи) — до 2011 года один из номов Греции, являющийся частью административной области (периферии) Восточная Македония и Фракия, на территории историко-культурной области Западная Фракия (См. Административное деление Греции). Родопы — единственный ном Греции, где преобладает мусульманское население, составляющее 51,8 %. На севере район граничит с республикой Болгария, на востоке с номом Эврос, на западе с номом Ксанти, а на юге естественной границей района служит Эгейское море.
Площадь — 2543 км², население — 110 538 жителей. Административный центр нома — город Комотини (по-турецки и болгарски известный как Гюмюрджина).

## Население
Родопы — место концентрации мусульманского меньшинства (См. Мусульмане в Греции). Мусульмане составляют 51,8 % населения района. При этом если христианская община представлена почти исключительно греками (48,2 %), большинство из которых являются вторым-четвертым поколением греческих беженцев из Анатолии и Восточной Фракии, мусульманская община более гетерогенна. Большинство мусульман — турки с родным турецким, 10 % населения нома и 20 % мусульман составляют помаки. Значительно количество цыган-мусульман.

## Климат
В районе господствует преимущественно средиземноморский климат, более прохладный в северной части.

### Экология
Родопские горы включены в систему греческих заповедников.
На относительно малой площади здесь можно встретить все европейские пояса растительности — от средиземноморского пояса вечнозелёных и широколиственных лесов до среднеевропейских и скандандинавских поясов хвойных и широколиственных лесов холодного климата.
Красная ель характерна для региона и здесь проходит самая южная европейская граница её произрастания.
Чёрная ель встречается рощами и в смешанных лесах.
Это единственный регион в Греции где береза встречается не только в смешанных лесах но и рощами.
Родопы и конкретно район Фрактос являются последним европейским убежищем для редкой пяти-игольчатой сосны.
Фауна обильна количеством и видами, и включает в себя диких коз, бурых медведей, кабанов, антилоп, оленей, «золотых» орлов.

## Экономика
Родопы — один из самых отсталых экономических регионов Греции, хотя в последнее время правительство прикладывает некоторые усилия по развитию его экономики.